# Red Dead

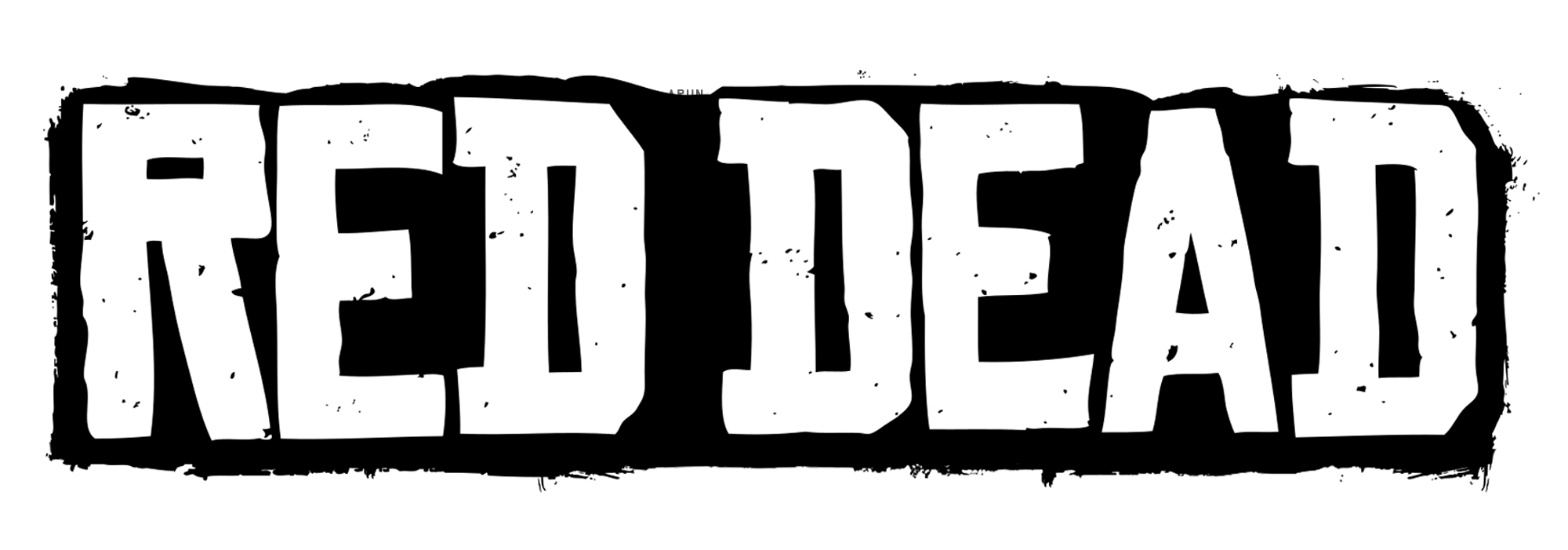
Logo ufficiale della trilogia di Red Dead

Red Dead è una trilogia di videogiochi d'avventura dinamica statunitense a tema western, sviluppati da Rockstar San Diego e pubblicati da Rockstar Games.
La trilogia, composta da Red Dead Revolver, Red Dead Redemption e Red Dead Redemption II, ha venduto oltre ottanta milioni di copie in tutto il mondo.

## Videogiochi
| #  | Titolo                 | Data di uscita  | Piattaforme                                                 | Sviluppatore       | Editore        |
| -- | ---------------------- | --------------- | ----------------------------------------------------------- | ------------------ | -------------- |
| 1° | Red Dead Revolver      | 3 maggio 2004   | PlayStation 2, Xbox                                         | Rockstar San Diego | Rockstar Games |
| 2° | Red Dead Redemption    | 18 maggio 2010  | PlayStation 3, PlayStation 4, Xbox 360, PC, Nintendo Switch | Rockstar San Diego | Rockstar Games |
| 3° | Red Dead Redemption II | 26 ottobre 2018 | PlayStation 4, Xbox One, PC                                 | Rockstar San Diego | Rockstar Games |

### Red Dead Revolver
Ambientato negli ultimi anni dell'ottocento, Red Dead Revolver racconta la storia di un cacciatore di taglie di nome Red Harlow che cerca di ricostruire le vicende che hanno portato alla morte dei suoi genitori. 
Originariamente sviluppato da Capcom, il progetto fu abbandonato nel 2002; in seguito Rockstar Games acquisì i diritti del titolo e lo espanse, cambiandone lo stile in quello di uno spaghetti western.

### Red Dead Redemption
Ambientato nei primi anni del novecento, durante il declino del selvaggio west, Red Dead Redemption racconta la storia di un ex fuorilegge di nome John Marston che è costretto dal governo statunitense a dare la caccia ai vecchi membri della sua banda per poter liberare la moglie e il figlio, i quali sono tenuti come ostaggi presso un carcere penitenziario.
A differenza del suo predecessore, il videogioco abbandona lo stile da spaghetti western ed è ambientato in una mappa open world comprendente diverse missioni primarie, secondarie e attività opzionali.

### Red Dead Redemption II
Ambientato diversi anni prima degli eventi di Red Dead Redemption, Red Dead Redemption II racconta la storia di un fuorilegge di nome Arthur Morgan e della banda criminale di Dutch Van der Linde, in fuga dal governo statunitense dopo un furto andato male; la banda si reca allora a nord, dove costruisce un accampamento per far calmare le acque e nel mentre effettua diversi lavoretti per guadagnare soldi.

## Altri contenuti

### Terrore dall'Oltretomba
Terrore dall'oltretomba è ambientato poco prima del finale di Red Dead Redemption e si inserisce in un filone narrativo alternativo. Segue le vicende di John Marston alla ricerca di una cura per una epidemia di zombie che sta dilagando nel vecchio West.

### Red Dead Online
Ambientata prima degli eventi di Red Dead Redemption II, in tale modalità si incontreranno alcuni dei personaggi già presenti nella storia, tra cui Sean Macguire e Josiah Trelawny.

## Modalità di gioco
I videogiochi della trilogia Red Dead sono ambientati nel periodo del selvaggio west, a cavallo tra la fine dell'ottocento e l'inizio del novecento; nonostante tutti i capitoli siano ambientati in mappe puramente fittizie, vengono nominati eventi storici realmente accaduti e città esistenti. Tutti i tre capitoli sono giocabili in terza persona, tuttavia in Red Dead Redemption II è presente anche la prima. In Red Dead Revolver la trama assume un comparto più lineare, in Red Dead Redemption il titolo assume la tematica open-world oltre ad eventi casuali e molte missioni secondarie, in Red Dead Redemption II la mappa di gioco viene ampliata ancora di più trasformandolo in un vero open-world e aumentando a dismisura gli eventi casuali e le missioni secondarie. Essendo la serie ambientata nel Far West, il mezzo di trasporto più comune è il cavallo tuttavia esistono dei punti rapidi dove si può spostare velocemente da una mappa all'altra. Il protagonista può cambiare abiti e come armi può utilizzare pistole, revolver, fucili, archi da caccia, coltelli da lancio e anche il classico lazo dei cowboy. È possibile cacciare gli animali, scuoiarli e cucinare le loro carni allestendo un accampamento. Compiendo azioni negative come furti, rapine o omicidi al giocatore gli verrà assegnata una taglia e verrà braccato dai cacciatori di taglie o dagli uomini di legge. È possibile pagare la propria taglia annullando le ricerche da parte della legge.
In tutti i capitoli è presente un'abilità chiamata "Dead Eye". Tale abilità può essere usata da tutti i protagonisti controllabili. Consiste nel rallentare il tempo per permettere di prendere la mira ai nemici e sparare più velocemente. Tale abilità segna con una X i punti dei bersagli da colpire così da permettere al protagonista di avere una mira ancora più precisa. In Red Dead Redemption e in Red Dead Redemption II man mano che si migliora il personaggio e si avanza con la trama il Dead Eye migliorerà sempre di più.
In Red Dead Redemption viene inserita una nuova tematica, "l'Onore", ovvero un sistema di moralità in cui il giocatore guadagna "onore" positivo o negativo in base alle azioni che compie. Le buone azioni come per esempio salvare dei cittadini dal pericolo aumenteranno l'onore del giocatore, mentre azioni dannose come fare del male a degli innocenti o commettere dei furti lo ridurranno. In Red Dead Redemption II il sistema dell'Onore è stato migliorato e avendo un Onore alto è possibile ottenere degli sconti quando ci si reca in un emporio per fare acquisti.

## Personaggi

### Protagonisti
- Red Harlow
- John Marston

- Jack Marston
- Arthur Morgan

## Ordine cronologico della trama
In base all'ordine cronologico della trama i videogiochi della saga si possono elencare in questo ordine:
- Red Dead Revolver (2004)
- Red Dead Redemption II (2018)
- Red Dead Redemption (2010)

## Cortometraggio
Nel 2010 è stato tratto un cortometraggio diretto da John Hillcoat, intitolato The Man from Blackwater.